# Associazione Calcio Rilancio Messina 2017-2018
Questa voce raccoglie le informazioni riguardanti l'Associazione Calcio Rilancio Messina Società Sportiva Dilettantistica nelle competizioni ufficiali della stagione 2017-2018.

## Stagione
Nella stagione 2017-2018, l'Associazione Calcio Rilancio Messina si ritrova a giocare nel girone I di Serie D. Essa viene creata dopo la mancata iscrizione in Serie C 2017-2018 dell'Associazioni Calcio Riunite Messina 1947.
La prima parte del ritiro precampionato, si svolge a Rocca di Caprileone dal 6 al 14 agosto 2017

La seconda parte del ritiro precampionato, si svolge in Sila, tra Villaggio Palumbo e Villaggio Baffa dal 16 al 26 agosto 2017

## Divise e sponsor
La ditta fornitrice del materiale tecnico è Givova, mentre lo sponsor di maglia è Sciotto automobili.

La divisa di casa è costituita da una maglia di colore bianco con inserti gialli, rossi e neri sull'orlo, pantaloncini e calzettoni neri. La divisa da trasferta, è composta da una maglia rossa con inserti gialli, con pantaloncini e calzettoni rossi. La terza divisa è composta da una maglia gialla con striscia orizzontale rossa al centro e inserti rossi, con pantaloncini e calzettoni rossi. La divisa alternativa di casa è costituita da una maglia rossa con inserti gialli, con pantaloncini e calzettoni neri.
| Casa | Trasferta | Terza divisa | Casa alt. |

## Organigramma societario[7][8]
Area direttiva
- Presidente: Pietro Sciotto
- Vicepresidente: Matteo Sciotto
- Direttore sportivo: Francesco Lamazza
- Responsabile relazioni esterne, rapporti istituzionali e rapporti con la tifoseria: Niki Patti
- Direttore area amministrativa e segreteria generale: Giovanni Giliberto
- Responsabile rapporti con le scuole: Aldo Violato
- Responsabile settore giovanile: Roberto Buttò
- Dirigente servizi generali: Pasquale Squadrito
- Area scouting: Alfio Felis

Area organizzativa
- Addetto servizi generali: Giovanni Camuglia
- Addetto all'arbitro: Andrea Consolo
- Tesoriere: Pippo Genovese
- Segretario sportivo: Francesco Rao
- Consulente per la comunicazione: Orazio Raffa
- Area marketing & IT:  ICT Globus srl
- Stampa materiale tecnico e pubblicità: Grafiche Pino
- Team Manager: Domenico Roma

Area comunicazione
- Ufficio stampa: Domenico Colosi & Concetto Caruso

Area legale
- Area legale: Gino Sciotto

Area tecnica
- Allenatore: Antonio Venuto (1ª-6ª)
Giacomo Modica (7ª-34ª)
- Allenatore in seconda: Santo Matinella (1ª-6ª)
Michele Facciolo (7ª-34ª)
- Preparatore dei portieri: Mauro Manganaro

Area sanitaria
- Staff sanitario: Andrea Consolo, Gianluigi Consolo, Gigi Gugliandolo e Sebastiano Leonardi

Area foto e video
- Fotografo: Francesco Saya
- Videomaker: Roberto Travia

## Rosa
Rosa aggiornata al 12 febbraio 2018.

Sono in grassetto, i calciatori aggregatisi a stagione in corso. Sono in corsivo, i calciatori che hanno lasciato la squadra.
| N. |                           | Ruolo | Calciatore           |
| -- | ------------------------- | ----- | -------------------- |
|    | Italia (bandiera)         | P     | Armando Prisco       |
|    | Italia (bandiera)         | P     | Federico Meo         |
|    | Italia (bandiera)         | P     | Federico Gagliardini |
|    | Italia (bandiera)         | P     | Fabio Rinaldi        |
|    | Italia (bandiera)         | D     | Antonio Mosca        |
|    | Italia (bandiera)         | D     | Damiano Lia          |
|    | Italia (bandiera)         | D     | Carmelo Bucca        |
|    | Italia (bandiera)         | D     | Riccardo Cassaro     |
|    | Italia (bandiera)         | D     | Stefano Tricamo      |
|    | Italia (bandiera)         | D     | Francesco Bruno      |
|    | Italia (bandiera)         | D     | Francesco Colombini  |
|    | Italia (bandiera)         | D     | Gennaro Cozzolino    |
|    | Italia (bandiera)         | D     | Marco Manetta        |
|    | Italia (bandiera)         | D     | Santino Misale       |
|    | Francia (bandiera)        | D     | Yvan Inzoudine       |
|    | Italia (bandiera)         | D     | Francesco Barbera    |
|    | Italia (bandiera)         | D     | Vincenzo Polito      |
|    | Italia (bandiera)         | C     | Andrea Migliorini    |
|    | Argentina (bandiera)      | C     | Bruno Pezzella       |
|    | Costa d'Avorio (bandiera) | C     | Losseni Fofana       |

| N. |                           | Ruolo | Calciatore              |
| -- | ------------------------- | ----- | ----------------------- |
|    | Italia (bandiera)         | C     | Demetrio Scopelliti     |
|    | Italia (bandiera)         | C     | Fabio Bossa             |
|    | Italia (bandiera)         | C     | Giovanni Balsamà        |
|    | Italia (bandiera)         | C     | Giovanni Lavrendi       |
|    | Italia (bandiera)         | C     | Lorenzo Mariani         |
|    | Italia (bandiera)         | C     | Stefano Maiorano        |
|    | Italia (bandiera)         | C     | Pierluigi Iudicelli     |
|    | Italia (bandiera)         | C     | Domenico Bettini        |
|    | Italia (bandiera)         | A     | Agostino Mascari        |
|    | Costa d'Avorio (bandiera) | A     | Ange Tresor Dezai       |
|    | Ghana (bandiera)          | A     | David Nana Yeboah       |
|    | Italia (bandiera)         | A     | Arcangelo Ragosta       |
|    | Brasile (bandiera)        | A     | Leonardo Semiao Granado |
|    | Italia (bandiera)         | A     | Biagio Carini           |
|    | Italia (bandiera)         | A     | Leandro Rizzo           |
|    | Italia (bandiera)         | A     | Marco Stranges          |
|    | Italia (bandiera)         | A     | Davide Bonadio          |
|    | Guinea (bandiera)         | A     | Karamo Doukoure         |
|    | Italia (bandiera)         | A     | Marco Rosafio           |
|    | Italia (bandiera)         | A     | Salvatore Cocuzza       |

## Calciomercato
Di seguito sono riportati i trasferimenti del calciomercato 2017-2018 del Messina.

### Sessione estiva(dal 1-7 al 15-9)[26]
| Arrivi | Arrivi               | Arrivi              | Arrivi     |
| R.     | Nome                 | da                  | Modalità   |
| ------ | -------------------- | ------------------- | ---------- |
| P      | Armando Prisco       | Savona              | Definitivo |
| P      | Federico Meo         |                     | Definitivo |
| P      | Federico Gagliardini | Siracusa            | Definitivo |
| D      | Damiano Lia          | Sicula Leonzio      | Definitivo |
| D      | Carmelo Bucca        | Igea Virtus         | Definitivo |
| D      | Riccardo Cassaro     | Igea Virtus         | Definitivo |
| D      | Gennaro Cozzolino    | Avellino            | Definitivo |
| D      | Antonio Mosca        |                     | Definitivo |
| D      | Francesco Colombini  | Pistoiese           | Definitivo |
| D      | Marco Manetta        | Potenza             | Definitivo |
| D      | Stefano Tricamo      | Milazzo             | Definitivo |
| C      | Bruno Pezzella       | Akragas             | Definitivo |
| C      | Fabio Bossa          |                     | Definitivo |
| C      | Lorenzo Mariani      | Sangiovannese       | Definitivo |
| C      | Demetrio Scopelliti  | Palmese             | Definitivo |
| C      | Andrea Migliorini    | Delta Rovigo        | Definitivo |
| C      | Giovanni Lavrendi    | Palmese             | Definitivo |
| A      | Ange Tresor Dezai    | Siracusa            | Definitivo |
| A      | Salvatore Cocuzza    | Akragas             | Definitivo |
| A      | Davide Bonadio       | Palmese             | Definitivo |
| A      | Biagio Carini        |                     | Definitivo |
| A      | Leandro Rizzo        | Milazzo             | Definitivo |
| A      | Agostino Mascari     | Rocca di Caprileone | Definitivo |

### Operazioni esterne alle sessioni
| Arrivi | Arrivi              | Arrivi  | Arrivi     |
| R.     | Nome                | da      | Modalità   |
| ------ | ------------------- | ------- | ---------- |
| D      | Francesco Bruno     |         | Definitivo |
| D      | Santino Misale      |         | Definitivo |
| D      | Yvan Inzoudine      |         | Definitivo |
| D      | Vincenzo Polito     |         | Definitivo |
| C      | Stefano Maiorano    |         | Definitivo |
| C      | Pierluigi Iudicelli | Cosenza | Prestito   |
| A      | Marco Rosafio       |         | Definitivo |
| A      | Arcangelo Ragosta   |         | Definitivo |
| C      | Marco Stranges      | Cosenza | Prestito   |

| Cessioni | Cessioni                | Cessioni     | Cessioni   |
| R.       | Nome                    | a            | Modalità   |
| -------- | ----------------------- | ------------ | ---------- |
| D        | Vincenzo Polito         | Juve Stabia  | Definitivo |
| A        | Leandro Rizzo           | Licata       | Definitivo |
| A        | Leonardo Semiao Granado | Bylis Ballsh | Definitivo |

### Sessione invernale(dal 1-12 al 15-12)[26][30]
| Arrivi | Arrivi                  | Arrivi                 | Arrivi     |
| R.     | Nome                    | da                     | Modalità   |
| ------ | ----------------------- | ---------------------- | ---------- |
| P      | Fabio Rinaldi           | Monticelli             | Definitivo |
| C      | Domenico Bettini        | Pont Donnaz Hone Arnad | Definitivo |
| A      | David Nana Yeboah       | Roccella               | Definitivo |
| A      | Leonardo Semiao Granado |                        | Definitivo |

| Cessioni | Cessioni             | Cessioni                   | Cessioni                 |
| R.       | Nome                 | a                          | Modalità                 |
| -------- | -------------------- | -------------------------- | ------------------------ |
| P        | Federico Gagliardini | Biagio Nazzaro             | Rescissione contrattuale |
| D        | Antonio Mosca        | Iniziativa San Piero Patti | Rescissione contrattuale |
| D        | Stefano Tricamo      | Città di Sant'Agata        | Rescissione contrattuale |
| D        | Francesco Colombini  | San Donato Tavarnelle      | Definitivo               |
| C        | Bruno Pezzella       | Ercolanese                 | Rescissione contrattuale |
| C        | Lorenzo Mariani      |                            | Rescissione contrattuale |
| C        | Demetrio Scopelliti  | Cittanovese                | Rescissione contrattuale |
| C        | Stefano Maiorano     | Audace Cerignola           | Rescissione contrattuale |
| C        | Losseni Fofana       | FC Messina                 | Rescissione contrattuale |
| A        | Davide Bonadio       | Cittanovese                | Rescissione contrattuale |
| A        | Ange Tresor Dezai    | Palazzolo                  | Definitivo               |
| A        | Karamo Doukoure      | Tirrenia                   | Definitivo               |

## Risultati

### Serie D

#### Girone di andata
| Arbitro: | Paolucci (Lanciano) |

|                       |           |             |
| Maggio 29’ Grieco 61’ | Marcatori | 77’ Mascari |

| Arbitro: | Tucci (Ostia Lido) |

|  |           |                         |
|  | Marcatori | 12’ Cavallaro 61’ Russo |

| Arbitro: | Maggio (Lodi) |

|             |           |  |
| Lavilla 44’ | Marcatori |  |

| Arbitro: | Munerati (Rovigo) |

|                    |           |                    |
| Cocuzza 69’ (rig.) | Marcatori | 92’ (rig.) Bonanno |

| Vallo della Lucania 1 ottobre 2017, ore 15.00 CEST 5ª giornata | Gelbison         | 0 – 0 referto | Messina | Stadio Giovanni Morra (Circa 400 spett.)\| Arbitro: \| Tchato[37] (Aprilia) \| |
| Arbitro:                                                       | Tchato (Aprilia) |               |         |                                                                                |

| Arbitro: | Giordano (Novara) |

|           |           |                         |
| Dezai 34’ | Marcatori | 45’ Testardi 93’ Gualdi |

| Arbitro: | Vingo (Pisa) |

|              |           |  |
| Chiochia 15’ | Marcatori |  |

| Arbitro: | Angelucci (Forlì) |

|                     |           |                          |
| Rosafio 10’ Lia 62’ | Marcatori | 42’ Souare 48’ Silvestri |

| Arbitro: | Monaldi (Macerata) |

|  |           |                                             |
|  | Marcatori | 19’, 33’, 50’ Sowe 43’ Bubas 62’ Allegretti |

| Arbitro: | Catanoso (Reggio Calabria) |

|                         |           |                             |
| Boncaldo 27’ Grasso 64’ | Marcatori | 5’ Rosafio 79’, 86’ Mascari |

| Arbitro: | Costanza (Agrigento) |

|             |           |  |
| Cocuzza 53’ | Marcatori |  |

| Arbitro: | Galipò (Firenze) |

|            |           |                    |
| Prisco 71’ | Marcatori | 21’ (rig.) Cocuzza |

| Arbitro: | Delrio (Reggio Emilia) |

|                                             |           |                 |
| Rosafio 54’ Pezzella 63’ Ragosta 82’ (rig.) | Marcatori | 3’, 75’ De Rosa |

| Arbitro: | Panozzo (Castelfranco Veneto) |

|             |           |             |
| Molinaro 8’ | Marcatori | 35’ Ragosta |

| Arbitro: | Garoffolo (Vibo Valentia) |

|           |           |                          |
| Dezai 83’ | Marcatori | 10’ Zappalà 47’ Carrozzo |

| Arbitro: | Gullotta (Siracusa) |

|              |           |                                |
| Blandina 43’ | Marcatori | 80’ (rig.), 83’ (rig.) Ragosta |

| Arbitro: | Bianchini (Perugia) |

|                             |           |  |
| Yeboah 37’ Rosafio 89’, 92’ | Marcatori |  |

#### Girone di ritorno
| Arbitro: | Giaccaglia (Jesi) |

|             |           |  |
| Ragosta 75’ | Marcatori |  |

| Arbitro: | Centi (Viterbo) |

|                          |           |                      |
| Cavallaro 52’ Vitolo 65’ | Marcatori | 6’ Rosafio 9’ Yeboah |

| Arbitro: | Zucchetti (Foligno) |

|                             |           |  |
| Yeboah 29’, 52’ Ragosta 57’ | Marcatori |  |

| Gela 28 gennaio 2018, ore 14.30 CEST 21ª giornata | Gela               | 0 – 0 referto | Messina | Stadio Vincenzo Presti (Circa 1.500 spett.)\| Arbitro: \| Scatena (Avezzano[37]) \| |
| Arbitro:                                          | Scatena (Avezzano) |               |         |                                                                                     |

| Arbitro: | Tesi (Lucca) |

|                                              |           |  |
| Rosafio 37’, 45’ Yeboah 40’, 53’ Mascari 86’ | Marcatori |  |

| Arbitro: | Biffi (Treviglio) |

|              |           |  |
| Cocimano 70’ | Marcatori |  |

| Arbitro: | Finzi (Foligno) |

|                        |           |             |
| Yeboah 26’ Rosafio 89’ | Marcatori | 49’ Plescia |

| Troina 25 febbraio 2018, ore 14.30 CEST 25ª giornata | Troina                  | 0 – 0 referto | Messina | Stadio Silvio Proto (Circa 1.000 spett.)\| Arbitro: \| Arace (Lugo di Romagna[37]) \| |
| Arbitro:                                             | Arace (Lugo di Romagna) |               |         |                                                                                       |

| Arbitro: | Loffredo (Torino) |

|                           |           |  |
| Tito 49’ (rig.) Bubas 75’ | Marcatori |  |

| Arbitro: | Acampora (Ercolano) |

|                                     |           |            |
| Mascari 13’ Rosafio 36’ Ragosta 82’ | Marcatori | 16’ Grasso |

| Barcellona Pozzo di Gotto 25 marzo 2018, ore 15.00 CEST 28ª giornata | Igea Virtus        | 0 – 0 referto | Messina | Stadio Carlo Stagno d'Alcontres\| Arbitro: \| Iacovacci (Latina[37]) \| |
| Arbitro:                                                             | Iacovacci (Latina) |               |         |                                                                         |

| Arbitro: | Emmanuele (Pisa) |

|                         |           |                       |
| Ragosta 24’ Mascari 91’ | Marcatori | 94’ (rig.) Sorrentino |

| Eboli 8 aprile 2018, ore 15.00 CEST 30ª giornata | Eboli             | 0 – 0 referto | Messina | Stadio José Guimarães Dirceu\| Arbitro: \| D'Ancora (Roma 1[37]) \| |
| Arbitro:                                         | D'Ancora (Roma 1) |               |         |                                                                     |

| Arbitro: | Munerati (Rovigo) |

|                                                                  |           |                                            |
| Migliorini 46’ (p.t.) Mascari 58’ Cocuzza 64’ (rig.) Rosafio 86’ | Marcatori | 29’ Molinaro 40’ Gagliardi 90’, 95’ Vitale |

| Arbitro: | Quattrociocchi (Latina) |

|               |           |                           |
| Ficarotta 64’ | Marcatori | 53’ Cozzolino 57’ Mascari |

| Arbitro: | Grasso (Ariano Irpino) |

|                                                                      |           |  |
| Migliorini 35’ Mascari 49’ Cocuzza 51’ Lavrendi 80’ (rig.) Bruno 86’ | Marcatori |  |

| Arbitro: | De Angeli (Milano) |

|              |           |                                                                                    |
| Pellizzi 29’ | Marcatori | 7’ (rig.), 33’, 39’ Ragosta 10’ Mascari 19’ Bucca 50’ Bossa 51’ Carini 84’ Rosafio |

### Coppa Italia Serie D

#### Turno preliminare
| Acireale 20 agosto 2017, ore 16.00 CEST Gara unica | Acireale | 0 – 3 a tav. | Messina | Stadio Tupparello |

## Statistiche

### Statistiche di squadra
Statistiche aggiornate al 6 maggio 2018
| Competizione         | Punti | In casa | In casa | In casa | In casa | In casa | In casa | In trasferta | In trasferta | In trasferta | In trasferta | In trasferta | In trasferta | Totale | Totale | Totale | Totale | Totale | Totale | DR  |
| Competizione         | Punti | G       | V       | N       | P       | Gf      | Gs      | G            | V            | N            | P            | Gf           | Gs           | G      | V      | N      | P      | Gf     | Gs     | DR  |
| -------------------- | ----- | ------- | ------- | ------- | ------- | ------- | ------- | ------------ | ------------ | ------------ | ------------ | ------------ | ------------ | ------ | ------ | ------ | ------ | ------ | ------ | --- |
| Serie D              | 53    | 17      | 10      | 3       | 4       | 37      | 24      | 17           | 4            | 8            | 5            | 21           | 17           | 34     | 14     | 11     | 9      | 57     | 39     | +18 |
| Coppa Italia Serie D | -     | 0       | 0       | 0       | 0       | 0       | 0       | 1            | 0            | 0            | 1            | 0            | 3            | 1      | 0      | 0      | 1      | 0      | 3      | -3  |
| Totale               | -     | 17      | 10      | 3       | 4       | 37      | 24      | 18           | 4            | 8            | 6            | 21           | 20           | 35     | 14     | 11     | 10     | 57     | 42     | +15 |

### Andamento in campionato
| Giornata  | 1  | 2  | 3  | 4  | 5  | 6  | 7  | 8  | 9  | 10 | 11 | 12 | 13 | 14 | 15 | 16 | 17 | 18 | 19 | 20 | 21 | 22 | 23 | 24 | 25 | 26 | 27 | 28 | 29 | 30 | 31 | 32 | 33 | 34 |
| --------- | -- | -- | -- | -- | -- | -- | -- | -- | -- | -- | -- | -- | -- | -- | -- | -- | -- | -- | -- | -- | -- | -- | -- | -- | -- | -- | -- | -- | -- | -- | -- | -- | -- | -- |
| Luogo     | T  | C  | T  | C  | T  | C  | T  | C  | C  | T  | C  | T  | C  | T  | C  | T  | C  | C  | T  | C  | T  | C  | T  | C  | T  | T  | C  | T  | C  | T  | C  | T  | C  | T  |
| Risultato | P  | P  | P  | N  | N  | P  | P  | N  | P  | V  | V  | N  | V  | N  | P  | V  | V  | V  | N  | V  | N  | V  | P  | V  | N  | P  | V  | N  | V  | N  | N  | V  | V  | V  |
| Posizione | 10 | 13 | 15 | 16 | 16 | 16 | 17 | 18 | 18 | 16 | 15 | 14 | 13 | 13 | 13 | 13 | 12 | 11 | 11 | 9  | 11 | 8  | 10 | 9  | 9  | 9  | 8  | 10 | 9  | 8  | 9  | 8  | 8  | 6  |

Legenda:

Luogo: C = Casa; T = Trasferta. Risultato: V = Vittoria; N = Pareggio; P = Sconfitta.